# Челутай (3 км)
Челута́й (3 км) — посёлок в Заиграевском районе Бурятии. Административный центр сельского поселения «Челутаевское».

## География
Расположен в 15 км к юго-востоку от районного центра — пгт Заиграево. С восточной стороны к посёлку примыкает посёлок станции Челутай. Станция Челутай на Транссибирской магистрали находится в 2 км к северо-востоку от центра посёлка Челутай (3 км).
От станции Челутай через посёлок идёт железнодорожная ветка на станцию Тугнуй (Саган-Нур), по которой осуществляются поставки угля с Тугнуйского угольного разреза на Транссибирскую магистраль.

## Население
| 2002 | 2010 |
| ---- | ---- |
| 682  | →682 |

## Инфраструктура
Администрация сельского поселения, средняя общеобразовательная школа, детский сад, фельдшерско-акушерский пункт, территориально-общественное самоуправление (ТОС).

## Экономика
Лесозаготовки, строительство, сельскохозяйственный кооператив, жилищно-коммунальное хозяйство, личные подворья.